# Кульчицкий, Стефан Иванович
Стефа́н Ива́нович Кульчи́цкий (7 ноября 1879, село Домовицы, Игуменский уезд, Минская губерния — 1 ноября 1937, Минск) — православный священнослужитель, протоиерей.

## Биография
Родился в семье священника. В 1900 году окончил Минскую духовную семинарию, а в 1904 году Санкт-Петербургскую духовную академию, кандидат богословия.
7 июня 1904 года рукоположён в сан иерея, с 31 августа законоучитель в женском духовном училище св. Марии Магдалины в селе Паричи Бобруйского уезда Минской губернии, служил в местной церкви. Преподавал в мужской гимназии и реальном училище в Ревеле.
С 1907 года священник и с 6 октября 1908 года ключарь Петропавловского кафедрального собора Минска, преподаватель гомилетики, литургики и практического руководства для пастырей в Минской духовной семинарии.
С 1910 года редактор журнала «Православный братчик». С 1913 года член Минского епархиального ревизионного комитета.
В 1917 году член Временного церковно-общинного совета минского духовенства и Союза белорусского православного духовенства, делегат Всероссийского съезда духовенства и мирян, кандидат от Русской демократической партии на выборах в Учредительное собрание по Пинскому у. Минской губ. Член Поместного собора Православной Российской Церкви как клирик от Минской епархии, участвовал в 1-й сессии, член V, VII, XVII отделов.
В 1918 году вернулся в Минск, возведён в сан протоиерея, член духовной консистории, исполнительного комитета Белорусского народного представительства и Рады Белорусской Народной Республики (работал в комиссии по международным делам).
В 1922 году член Церковного Управления Белоруссии, инициатор учреждения Белорусской митрополии, боролся с обновленчеством. В 1923 году отказался участвовать в Первом обновленческом соборе, член Минского епархиального управления.
9-10 августа 1927 года член президиума и основной докладчик на Белорусском епархиальном съезде духовенства и мирян. Являлся одним из инициаторов образования Белорусской Автокефальной Православной Церкви, ближайший помощник епископа Бобруйского Филарета (Раменского), член Миссионерского совета при Епархиальном управлении.
С 1933 года служил в храме святой Марии Магдалины на Сторожовке в Минске.
Арестован 28 июля 1937 года одновременно с епископом Филаретом (Раменским). 25 октября 1937 года как член «контрреволюционно-фашистской шпионской организации» приговорён к высшей мере наказания. Расстрелян 1 ноября 1937 года в Минске в подвале внутренней тюрьмы НКВД (ныне проспект Независимости, дом 17).
Реабилитирован 25 марта 1989 года прокуратурой БВО.